# Kapa Moračka
Kapa Moračka är ett berg i Montenegro. Det ligger i den centrala delen av landet. Toppen på Kapa Moračka är 2 217 meter över havet.
Terrängen runt Kapa Moračka är kuperad åt nordväst, men åt sydost är den bergig. Omgivningarna runt Kapa Moračka är en mosaik av jordbruksmark och naturlig växtlighet.